# Rafic Hariri Stadium
Das Rafic Hariri Stadium (arabisch ملعب رفيق الحريري, DMG Malʿab Rafīq al-Ḥarīrī), auch als al-Manara Stadium (arabisch ملعب المنارة, DMG Malʿab al-Manāra) oder Nejmeh SC Stadium (arabisch ملعب نادي النجمة الرياضي) bekannt, ist ein Fußballstadion im Bezirk Ras Beirut der libanesischen Hauptstadt Beirut im gleichnamigen Gouvernement. Das Stadion ist heute die Trainingsstätte des Nejmeh Clubs, der in der höchsten Liga des Landes spielt. Die Anlage wurde 1969 eröffnet und bietet 5000 Zuschauern Platz. Das Stadion wurde 2005 nach dem ehemaligen libanesischen Premierminister Rafiq al-Hariri benannt.

## Geschichte
Das Stadion wurde 1969 als einfacher Sand-Fußballplatz eröffnet. Dazu hatte der Verwaltungsrat des Vereins für eine Jahresgebühr von 80 LBP ein Stück Brachland im Bezirk Ras Beirut im Nordosten der Stadt gepachtet. Mit Hilfe von angeheuerten Seeleuten und Fischern konnte der Platz eingeebnet werden. Im Anschluss daran begannen die Arbeiten an einer Umzäunung, einer kleinen Westtribüne und den Umkleidekabinen. Die Gesamtkosten beliefen sich laut einer vom Ingenieur erstellten Studie auf 2950 Pfund.
In den 1970er Jahren konnte der Verein mit den beiden – heute als inoffiziell geltenden – Meisterschaften 1973 und 1975 sowie dem Pokalsieg 1971 erstmals Erfolge feiern. Daraufhin fasste der Verwaltungsrat des Vereins im Juli 1981 inmitten des seit 1975 laufenden Bürgerkriegs, der den Spielbetrieb im Land für zwölf Jahre unterbrach, die Entscheidung die Anlage zu erweitern. Mit der Hilfe des damaligen libanesischen Premierministers Schafiq al-Wazzan konnte das Stadion mit einer Mauer aus Stahlbeton umringt, neue Zuschauertribünen für etwa 5000 Zuschauer, neue Büros sowie Umkleideräume gebaut werden. Dazu wurde 1985 auch erstmals ein Kunstrasen als Spielfläche verlegt, der 2003 und 2007 erneuert wurde.
Im Oktober 2005 fand das Finalrückspiel des AFC Cups zwischen dem Nejmeh Club und al-Faisaly aus Jordanien statt. Das Hinspiel im Amman International Stadium in Amman hatten die Libanesen mit 0:1 verloren und auch das Rückspiel wurde mit 2:3 verloren. Im selben Jahr entschied der Verwaltungsrat des Vereins die Umbenennung des Stadions zu Ehren des ehemaligen Premierministers Rafiq al-Hariri, der im Februar 2005 einem Attentat auf seinen Fahrzeugkonvoi zum Opfer gefallen war.
Heute wird das Stadion vom Nejmeh Club noch als Trainingsplatz benutzt, während die Ligaspiele zumeist im Camille-Chamoun-Stadion am südlichen Stadtrand von Beirut ausgetragen werden.